# شهربازی برجایا تایمز اسکوئر
شهربازی برجایا تایمز اسکوئر (انگلیسی: Berjaya Times Square Theme Park) (که در سابق، کاسموس ورلد ۲ نام داشت) یک شهربازی سرپوشیده در طبقات پنجم تا هشتم برجایا تایمز اسکوئر، کوالا لامپور، مالزی است. این شهربازی با هدف «بزرگ‌ترین شهربازی تفریحی، برای هر نوع شرایط آب و هوایی، برای تمام سنین، مقصد تفریحی در منطقه» ایجاد شد و دومین شهر بازی سرپوشیده بزرگ در آسیا است.